# Alpinisme

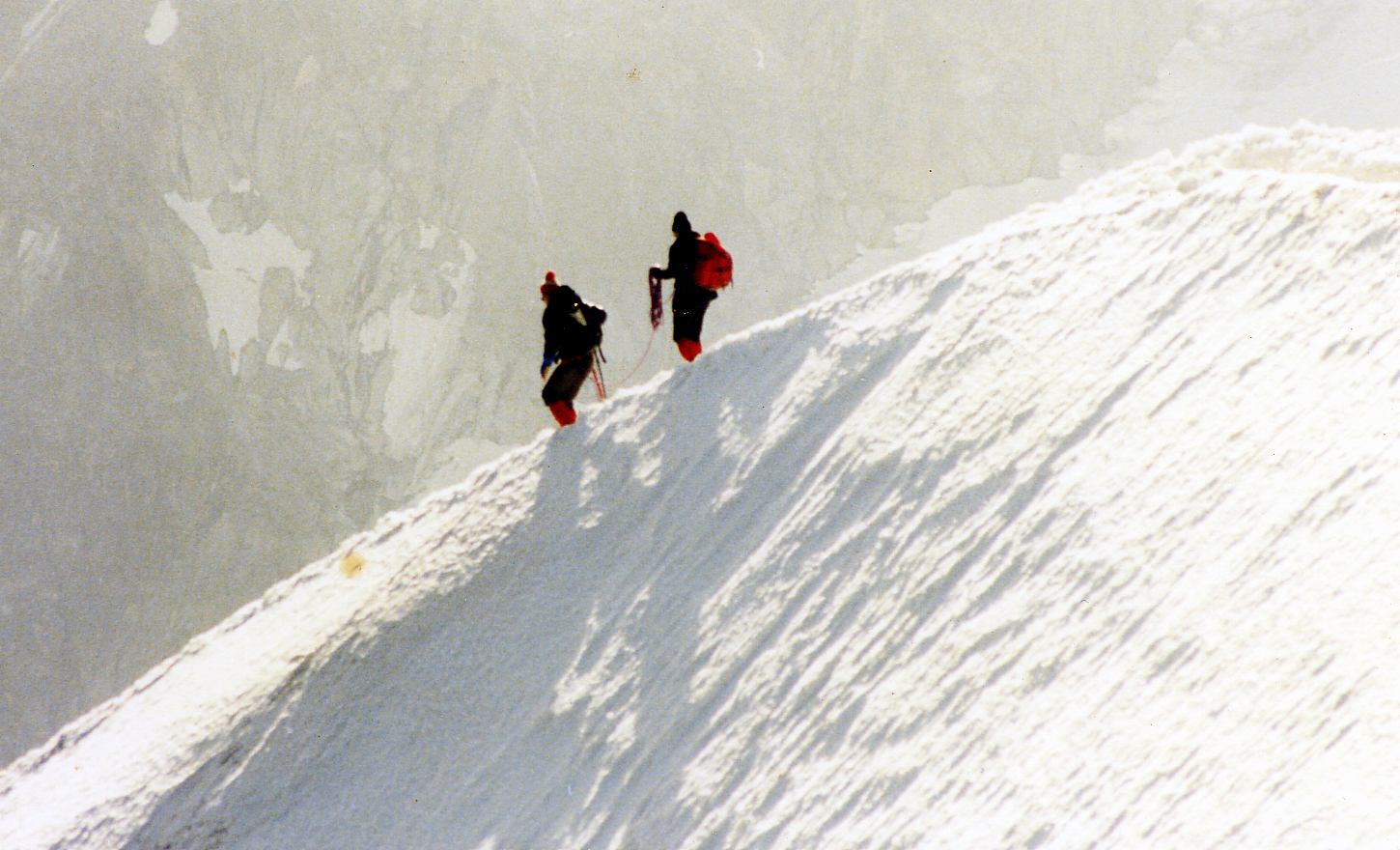
Un parell d'alpinistes a una aresta en "ensamble"

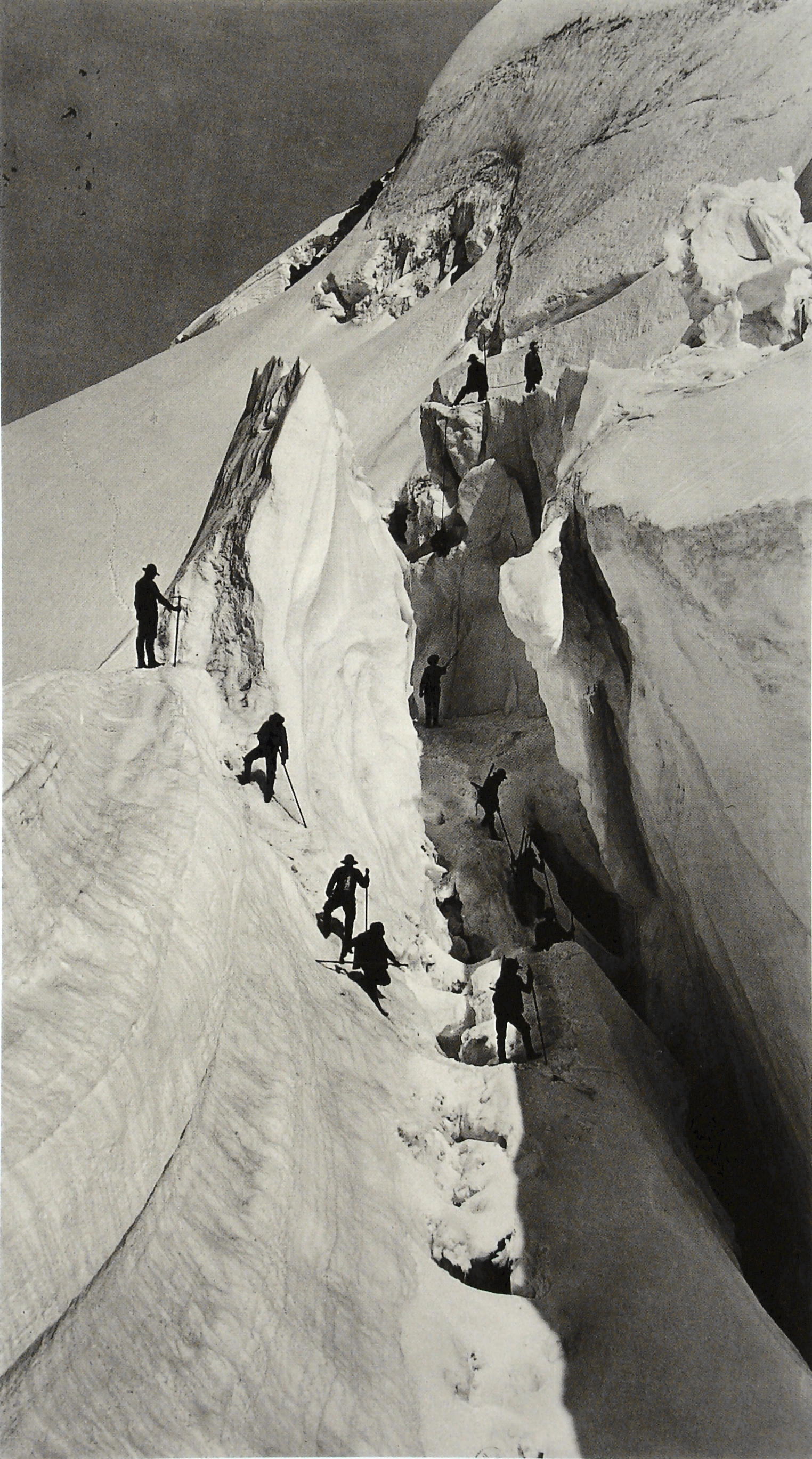
Els germans Bisson a una esquerda d'una glacera durant una ascensió del Mont Blanc del 1862

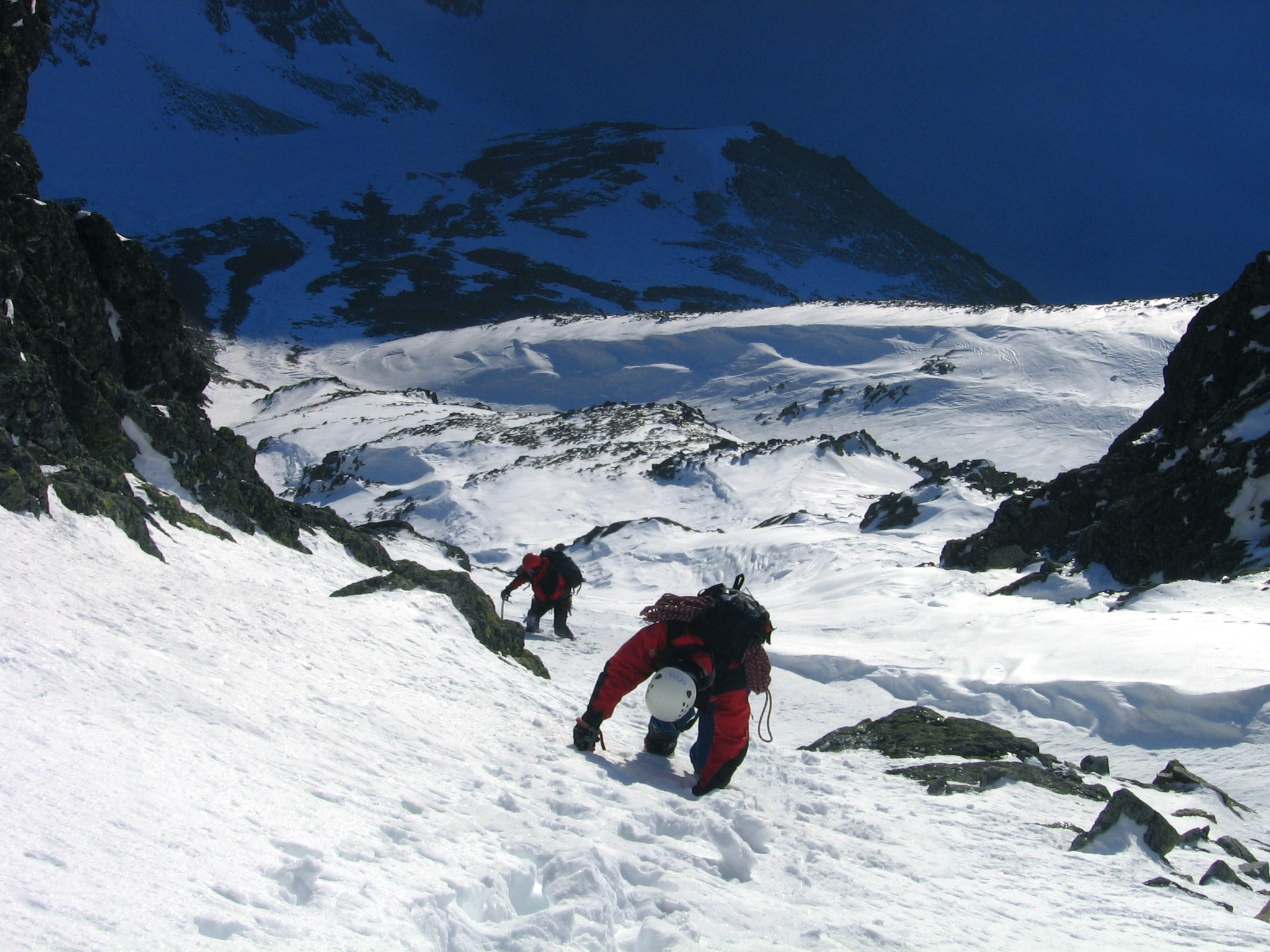
Dos alpinistes baixen un barranc a les muntanyes Tatra

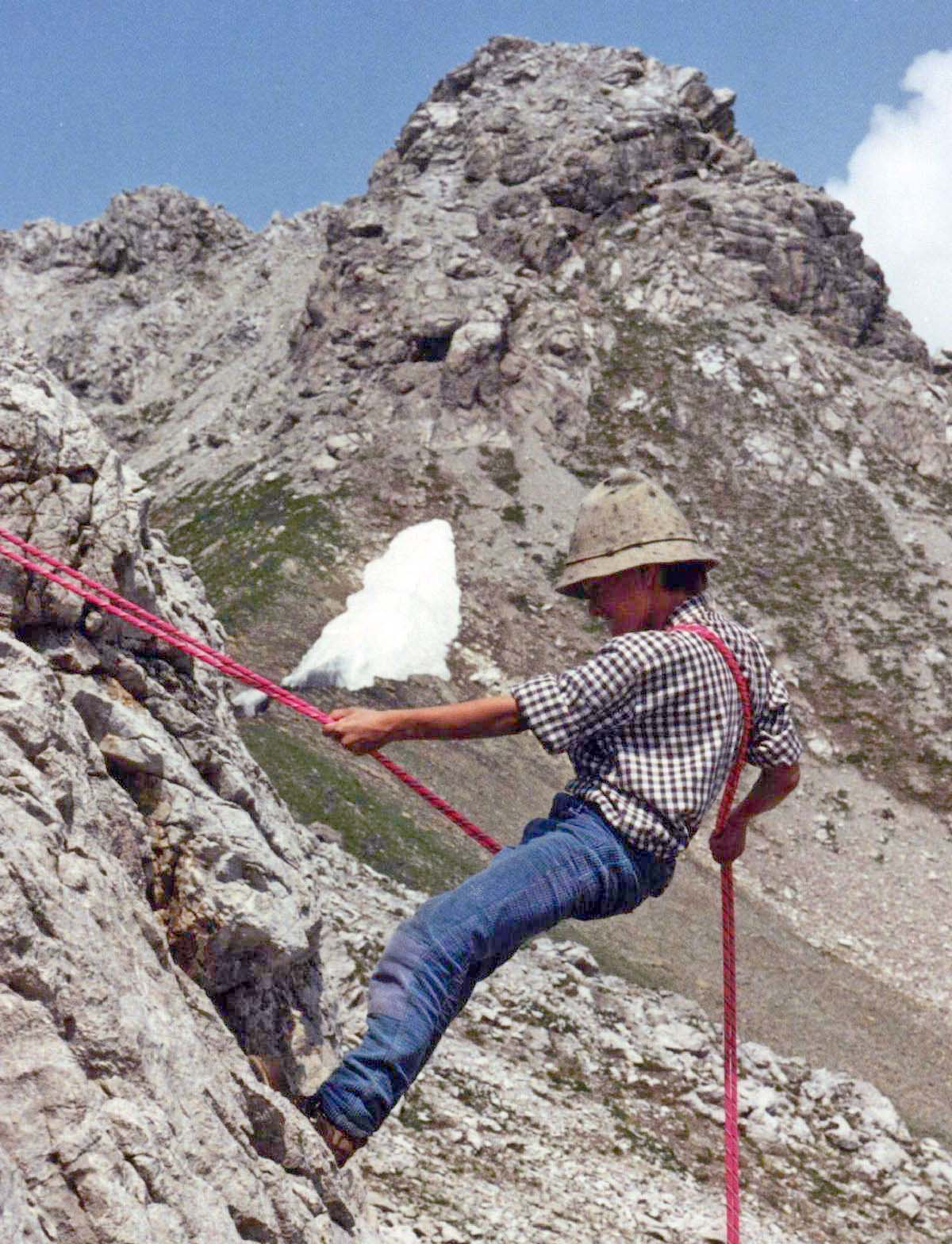
Un alpinista baixant en rappel amb la tècnica Dülfer

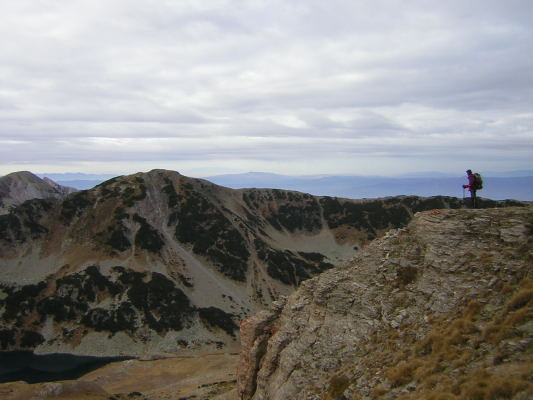
Un alpinista a les muntanyes Pirin

L'alpinisme és el conjunt d’activitats que implica l'ascens a les muntanyes. Les activitats relacionades amb l’alpinisme inclouen l'escalada a l’aire lliure tradicional, l'esquí i la travessia mitjançant vies ferrades.Alguns també consideren l'alpinisme, l'escalada esportiva i l'escalada en bloc.
A diferència de la majoria d’esports, l’alpinisme no té regles formals, regulacions i governança d’aplicació global. Els muntanyencs s'adhereixen a una gran varietat de tècniques i filosofies a l’hora d’escalar muntanyes. Nombrosos clubs alpins locals donen suport als muntanyencs mitjançant l’acollida i activitats socials. Una federació de clubs alpins, la Unió Internacional d'Associacions d'Alpinisme (UIAA), és l’organització mundial reconeguda pel Comitè Olímpic Internacional per al muntanyisme i l'escalada.

## Història de l'Alpinisme

### Precedents
Els humans hem estat presents a les muntanyes des de la prehistòria. Les restes d'Otzi, que va viure al IV mil·lenni aC, es van trobar en una glacera als Alps Ötztal. Tot i això, les muntanyes més altes rarament es van visitar, i sovint, es van associar a conceptes sobrenaturals o religiosos. Tot i això, hi ha molts exemples documentats de gent que pujava muntanyes abans del desenvolupament formal de l'esport al segle xix, si bé, sovint moltes d’aquestes històries de vegades es consideren fictícies o llegendàries.
El famós poeta Petrarca descriu la seva ascensió del Mont Ventoux el 26 d'abril de 1336 en un dels seve Epistolae familiares afirmant que estava inspirat en l'ascens de Felip V de Macedònia al Mont Haemo.
En l’Antiguitat i l'Edat Moderna, escalar muntanyes era una activitat pràctica o simbòlica, generalment realitzada amb finalitats econòmiques, polítiques o religioses. Es el cas de la primera escalada documentada que es va pujar per motius purament esportius: el Mont Aiguille de 2085 m. al sud de França. Antoine de Ville, per ordre del rei Carles VIII, la va pujar, ajudat de cordes i escales de fusta, l'any 1492. El següent pas reconegut i documentat de la història de l'alpinisme es presenta tres segles més tard.

### Il·lustració i Edat d'Or de l'Alpinisme
L’Edat de la Il·lustració i l’època romàntica van suposar un canvi d’actituds cap a l’alta muntanya. El 1757, el científic suís Horace-Bénédict de Saussure va fer el primer dels diversos intents infructuosos del Mont Blanc a França. Després va oferir una recompensa a qualsevol que pogués pujar a la muntanya. Es va trigar 26 anys, quan Jacques Balmat i Michel-Gabriel Paccard ho van reclamar el 1786. Aquesta pujada es considera normalment un esdeveniment cabdal de la història de l'alpinisme, una marca simbòlica del naixement d'aquest esport.
Al començament del segle xix, es van assolir molts dels cims alpins, inclòs el Grossglockner el 1800, el Ortler el 1804, el Jungfrau el 1811, el Finsteraarhorn el 1812 i el Breithorn el 1813. El 1808, Marie Paradis es va convertir en la primera dona a escalar el Mont Blanc, seguida el 1838 per Henriette d'Angeville.
L’inici de l’alpinisme com a esport al Regne Unit és data amb l’ascens del Wetterhorn el 1854 per l’alpinista anglès Sir Alfred Wills, que va posar de moda l’alpinisme a Gran Bretanya. Aquest fet va promoure el que es coneix com l'Edat d'or de l'alpinisme, amb el primer club d'alpinisme - Alpine Club - que es va fundar el 1857.
Un dels fets més dramàtics va ser l'espectacular primera ascensió del Matterhorn el 1865 per un equip dirigit per l’il·lustrador anglès Edward Whymper. Quatre dels membres del grup van morir despenyats. En aquest moment, l'esport de l'alpinisme havia assolit en gran manera la seva forma moderna, amb un gran grup de guies professionals, equipaments i metodologies.
En els primers anys de l'"època daurada", les investigacions científiques es van barrejar amb l'esport, com el físic John Tyndall. En els darrers anys, es va orientar cap a una pràctica més competitiva, ja que els esportistes purs van dominar el muntanyisme amb seu a Londres.

### Expansió arreu del món
Al segle xix, el focus d’alpinisme es va dirigir cap a muntanyes més enllà dels Alps. A finals del segle xx, aquest esport havia adquirit un abast internacional.
El 1897 el Mont Sant Elias (5.489 m) a la frontera entre Alaska i el Yukon va ser dominat per Lluís Amadeu de Savoia-Aosta (duc dels Abruzzi) i el seu equip. Entre 1879-1880, l'exploració dels Andes més alts a Amèrica del Sud va començar quan l'alpinista anglès Edward Whymper va escalar Chimborazo (6.268 m) i va explorar les muntanyes de l'Equador. Els exploradors europeus van trigar fins a finals del segle xix a penetrar a Àfrica. El Mont Kilimanjaro a Àfrica va ser escalat el 1889 pel muntanyenc austríac Ludwig Purtscheller i el geòleg alemany Hans Meyer. El Mont Kenya el va cobrir el 1899 Halford Mackinder.

### Els Himàlaies: la darrera frontera
L’última i més gran serralada en ser coquerida va ser l'Himàlaia a l'Àsia central. Inicialment havien estat inspeccionats per l'Imperi Britànic per raons militars i estratègiques. El 1892, Sir William Martin Conway va explorar el Karakoram de l'Himalaia, i va pujar un pic de 7.000 m. El 1895 Albert F. Mummery va morir mentre intentava fer el cim del Nanga Parbat, mentre que el 1899 Douglas Freshfield va prendre una expedició a les regions nevades de Sikkim.
El 1899, 1903, 1906 i 1908 l'alpinista nord-americana Mrs. Fanny Bullock Workman (una de les primeres alpinistes professionals femenines) va realitzar ascensions a l'Himàlaia, incloent un dels cims del Nun Kun (7.100 m). Charles Granville Bruce va formar diversos portadors dels Gurkha com a muntanyencs experts, amb els que va realitzar una bona expedició.
El 1902, l'Expedició Eckenstein-Crowley, dirigida per l'alpinista anglès Oscar Eckenstein i l'ocultista anglès Aleister Crowley, va ser la primera a intentar escalar K2. Van arribar a 6.700 m, abans de tornar enrere a causa del temps i altres problemes. El 1905 Crowley va dirigir la primera expedició a Kangchenjunga, la tercera muntanya més alta del món, en un intent qualificat de "equivocat" i "lamentable".
Eckenstein també va ser pioner en desenvolupar nous equips i mètodes d’escalada. Va començar a utilitzar destrals de gel més curtes que es podien utilitzar amb una sola mà, i va dissenyar els grampons moderns i millorá els patrons de les ungles utilitzats per a les botes d'escalada.
Cap a la dècada de 1950, s'havien fet tots els vuit mil, excepte dos, que havien estat començats. En primer lloc l'Annapurna el 1950 per Maurice Herzog i Louis Lachenal a l'Expedició francesa d'Annapurna de 1950. El més alt d'aquests cims, el Mont Everest va ser escalat el 1953 després que els britànics havien fet diversos intents als anys vint. L'expedició de 1922 va assolir els 8.320 metres, abans de ser avortada al tercer intent cim després que una allau va matar set portadors. L'expedició de 1924 va assolir un altre rècord d’alçada, però encara no va aconseguir el cim amb la confirmació quan George Mallory i Andrew Irvine van desaparèixer a l’intent final. El cim va ser finalment assolit el 29 de maig de 1953 per Sir Edmund Hillary i Tenzing Norgay des del costat sud al Nepal.
Pocs mesos després, Hermann Buhl va realitzar la primera pujada de Nanga Parbat (8.125 m), una expedició d'estil setge culminant amb els últims 1.300 metres caminant sol, estant sota la influència de les drogues: la pervitina (basada en l'estimulant metamfetamina utilitzada per soldats durant la Segona Guerra Mundial), el padutí i el te de fulles de coca. El K2 (8.611 m), el segon pic més alt del món, va ser escalat per primera vegada el 1954 per Lino Lacedelli i Achille Compagnoni. El 1964. El darrer vuit mil que es va pujar va ser Shishapangma (8.013 m), el més baix de tots els cims de 8.000 metres.

### Actualitat
Durant el domini de l'elit adinerada i els seus agents, l’aparició de la classe mitjana als segles xix i xx va donat lloc a un interès massiu per l’alpinisme. Ara és un passatemps popular de molta gent.

### Alpinisme a Catalunya
Existeix la llegenda que explica que Pere II, fill de Jaume I, hauria pujat al Canigó, on hi havia trobat un drac. Aquest episodi, no deixa de ser un element mes del relat que la historiografia de la Renaixença va promoure en el si de la societat catalana.
L'inici de l'alpinisme català es sol posar amb l'escalada a la Roca del Moro (Montserrat) l'any 1851 per part d'uns joves que ja tenien experiència en fer cims d'altres països. El fet es va viure amb certa incredulitat ja que no hi havia encara el costum de pujar a les muntanyes com a pràctica esportiva, fora de les esprituals, literàries i identitàries.
Cal esperar fins al 1876, quan es crea l'Associació Catalanista d'Excursions Científiques, i el 1878 l'Associació d'Excursions Catalana com els punts de partida de l'esport alpí a Catalunya. Amb la seva fusió el 1890 donarien lloc al Centre Excursionista de Catalunya (CEC) que ha estat l'entitat impulsora dels esports de muntanya al nostre país fins als notres dies. El 1908 es crea la Secció d’Esports de Muntanya del CEC, una fita que impulsa l’alpinisme dins la societat catalana. Cal destacar la figura de Ramón Arabia i Solanas com a promotor de l'alpinisme i excursionisme a Catalunya.
Entre finals del XIX i principis del XX es van crear nombrosos centres excursionistes per tot el territori. Però no va ser fins al 1910 quan Lluís Estasen i Pla ingressa al CEC i comença a practicar l'escalada, seguint l'exemple de l'ús de la corda, piolet i grampons que va aprendre dels d'alemanys i austríacs que van venir a Catalunya després de la Primera Guerra Mundial. L'escalada es va popularitzar i Montserrat va esdevenir com una escola d'escalada per les generacions que han vingut després. Una de les fites mes importants dels inicis de l'alpinisme català són els intents d'arribar al cim del Cavall Bernat. Primer cal esmentar les temptatives del 1924 per fer-lo a càrrec d'uns membres del Centre Excursionista de Terrassa. Caldria esperar però el 1935 quan el grup "Els Amics del Sol" format per Josep Boix, Josep Costa i Carles Balaguer, de l'Ateneu Enciclopèdic Popular, van arribar a pujar dos cims mítics, el Cavall i el Canonge, conegut també com "La Mòmia". Els mateixos van continuar cobrint el Talaia Gran (1934) i el Lloro (1936).
Amb e final de la Guerra Civil Espanyola, l'alpinisme català entra en una fase de letargia, on els cims esdevenen reductes on poder expressar manifestacions de catalanitat i llibertat d'expressió. La repressió es va fer efectiva en alguns esportistes com el cas de Josep Milà, que va ser detingut i jutjat per haver deixat targetes amb la senyera i estrofes dels segadors en diversos cims dels Pirineus.
En el 1963 es crea la Federació Catalana de Muntanyisme i l'alpinisme català s'obre a expedicions fora del territori català. S'iniciaren les exploracions asiàtiques (Iran), africanes i sud-americanes a cims relativament accessibles de 5.000 a 6.000 m d’altitud. Mentrestant, els anomenats tres últims problemes dels Alps (les cares nord del mont Cerví, l'Eiger i les Grandes Jorasses), foren progressivament aconseguits per alpinistes catalans. El 1974 Josep Manuel Anglada, Emili Civís i Jordi Pons assoliren el primer 8.000 català, el cim verge de l'Annapurna Est (8.026 m). L'Everest (8.848 m) fou conquerit per Òscar Cadiach, Toni Sors i Carles Vallès en l'expedició catalana de 1985. Després van venir altres ascensions als Himàlaies d’estil purament alpí. El 1989 Mònica Verge i Magda Nos foren les primeres alpinistes catalanes en assolir un cim de 8.000, el Cho Oyu (8.201 m), mentre que el 1996 Araceli Segarra fou la primera alpinista catalana en assolir l'Everest.

## Territori i tècniques
Les tècniques d’alpinisme varien molt segons la ubicació, la estació i la ruta particular que un alpinista opta per escalar. Els alpinistes entrenen per pujar a tot tipus de terreny, ja sigui terra, roca, neu o gel. Cada tipus de terreny presenta els seus propis perills. Els alpinistes han de disposar d'aliments, aigua, informació i equipaments adequats per completar els seus objectius.

### Senderisme
El terme "senderisme" o "caminada" s'utilitza per descriure un terreny en el qual no es necessita cap suport tècnic. Per recórrer aquest espai, els alpinistes recorren llargues distàncies fins a un camp base o l’inici d’un terreny accidentat, ja sigui seguint senders o utilitzant tècniques de navegació per viatjar a través del territori. El senderisme pot ser una activitat intensa, i és necessària una adequada forma física i estar familiaritzat amb condicions extremes per completar una ruta. Es també un requisit previ d’èxit en totes les variants de l’alpinisme.

### Escalada
L'escalada implica habilitats tècniques, incloent la capacitat de col·locar ancoratges a la roca per ascendir amb seguretat a una muntanya. En alguns casos, els escaladors poden haver de pujar diversos llargs de roca per tal d’arribar al cim. Normalment, per a qualsevol etapa de la pujada, hi ha una persona que es troba parada i crea tensió a la corda per agafar un escalador si cau. Per altra banda, un escalador que puja a la roca. El primer escalador, anomenat líder, arribarà a un punt de la roca i després construirà una ancoratge, que crearà una fixació pels escaladors posteriors. Els ancoratges es poden crear mitjançant eslinges al voltant d'un arbre o una pedra, o mitjançant dispositius de protecció com friends i fisurers.
Un cop ancorat, el líder estimularà l'alpinista per baix. Una vegada que el seguidor arribi al líder, aquest transferirà tots els dispositius de protecció necessaris (coneguts com a cremallera) al següent escalador. El seguidor es converteix llavors en el líder i ascendirà al següent llançament. Aquest procés continuarà fins que els escaladors arribin a la part superior o es posin en terrenys diferents.
Per a roques extremadament verticals o per superar determinats reptes logístics, els escaladors poden utilitzar tècniques d'escalada artificial. Es tracta d’utilitzar equips, com ara escales, cordes fixes i bloquejadors per ajudar l’alpinista a empènyer-lo a si mateix cap a la roca.
En escalada alpina, és habitual que els escaladors vagin per rutes d'escalada mixta. Això significa que pot ser que puguin passar de manera eficaç des de l’ascensió de la glacera, a la roca, al gel, en diverses canvis i variants de ruta.

### Neu i gel
Les condicions de neu compacta permeten als alpinistes avançar a peu. Sovint es necessiten grampons per caminar de manera eficient i segura sobre el neu i gel. Els grampons s'uneixen a la part inferior de les botes d’un muntanyista i proporcionen una tracció addicional sobre la neu i el gel dur. Per a neu fluixa, els grampons són menys adequats, i es poden preferir les raquetes de neu o els esquís. L'ús de diverses tècniques de l'esquí alpí per ascendir / baixar una muntanya son una forma de l'esport per si mateix, anomenada esquí de muntanya.
L'ascens i descens d'un fort pendent de neu requereix de manera segura l’ús d’un piolet i diferents tècniques de treball de peus que s'han desenvolupat durant el segle passat, com la tècnica francesa i la tècnica alemanya. Els equips d’escaladors poden optar per unir-se tots amb una corda per formar una cordada. L'equip pot assegurar-se si es fixa la corda als ancoratges. De vegades, aquests ancoratges no són fiables, i inclouen estaques o piquets de neu, "dispositius morts" anomenats flocs o equips enterrats a les roques. Les bolardes, que es troben simplement tallades amb neu o gel consolidat, també serveixen de vegades com a ancoratges. Alternativament, una cordada pot optar per no utilitzar ancoratges. en canvi, tots els membres de l'equip es prepararan per utilitzar els seus piolets per auto-fixar-se en cas que un membre de l'equip caigui.
No sempre és aconsellable que els escaladors formin una cordada, ja que un escalador que cau pot arrossegar tot l'equip de la muntanya. Tot i això, els riscos d'escalades individuals i sense protecció són sovint tan grans que els grups no tenen més remei que formar una cordada.
Per exemple, quan es viatja per les glaceres, les escletxes suposen un greu perill per a un escalador que no es trobi encadenat. Aquestes esquerdes gegants del gel no sempre són visibles, ja que poden estar cobertes al bufar neu i congelar-se per la part superior formant un pont de neu inestable.. De vegades, els ponts de neu poden ser tan prinms que hi pot caure a la gent que els camina. Si cau un escalador, el fet de ser protegit per una corda redueix considerablement el risc de lesions o mort. Els altres membres de l'equip de corda poden procedir a un rescat d'escletxa per treure l'escalador caigut al forat.
Per a la neu i el gel extremadament relliscós o abrupte, els escaladors han d’utilitzar tècniques més avançades, anomenades escalada en gel. Eines especialitzades com els cargols de gel i els picagels ajuden els escaladors a construir ancoratges i a pujar sobre el gel. Sovint, els alpinistes que pugen per gel no utilitzaran un pas fix. En lloc d'això, cada escalador de l'equip pujarà al mateix temps, mentre que es troba unit a ancoratges, en grups de dos. Això permet la seguretat en cas que tot l'equip es caigui. Aquesta tècnica es coneix com a escalada simulada i de vegades també s'utilitza sobre neu abrupta i roca fàcil. També s'utilitzen en ascensos tradicionals. en aquest cas, de vegades això és necessari a causa d'un terreny mixt, d'una pendent o d'altres factors.

## Alguns perills objectius en la pràctica de l'Alpinisme
És un esport de risc, això comporta l'existència de factors aliens al practicant, intrínsecs al medi en què es desenvolupa, els principals a tenir en compte són:
- La meteorologia amb ràpids i freqüents canvis: el fred, la tempesta de neu, pluja, vent i la boira.
- Les allaus de neu, el despreniment de cornises, la caiguda de masses de gel (seracs). Tots tres esdeveniments poden ser espontanis o provocats pel mateix alpinista.
- El despreniment de roques i les esllavissades de pedres, també espontanis o provocats.
- Les escletxes a les superfícies glacials, siguin evidents o siguin cobertes per neu recent o en forma de ponts.

## Materials bàsics per la pràctica de l'alpinisme
Es tracta d'una sèrie d'elements específics, producte d'una tècnica acurada i en contínua evolució i perfeccionament. Un material adequat pot proporcionar grans avantatges i millorar molt el rendiment. És de preu elevat.
- Calçat adequat: botes rígides o semirígides.
- Grampons de materials diversos i amb nombre variable de puntes (habitualment dotze), encara que en la pràctica de l'esquí de muntanya (esquí alpinisme) és freqüent utilitzar-los d'alumini i de només deu puntes.
- Roba d'intempèrie, a base de teixits paravent transpirables.
- Gorra i guants adequats al clima esperat o possible.
- Talabard (també conegut amb la paraula francesa baudrier) adaptat a l'activitat prevista.
- Casc protector si és prevista o possible la seva utilitat.
- Corda de tipus i mides (gruix i llargada) variables. La més habitual és la dinàmica de 8-10 mm i 40-50 metres.
- Bagues de diverses mides.
- Piolet curt o llarg, tècnicament adaptat a cada activitat.
- Mosquetons, vuit per descens en ràpel, claus de gel, pitons, friends...

I el material comú a totes les activitats de muntanya: motxilla, llum frontal, aigua i queviures, instruments d'orientació, ressenyes i mapes, manta tèrmica.

## Alpinistes
- Vegeu Categoria:Alpinistes

### Alpinistes catalans
- Enric Pérez Arellano "Mambo" Cap d'expedició de la primera expedició catalana fora d'Europa (1965, Kilimanjaro)
- Jordi Pons Sanginés
- Araceli Segarra
- Òscar Cadiach
- Nil Bohigas i Martorell
- Lluís Estasen i Pla
- Ferran Latorre
- Joan Cerdà Mendiela[31]